# Henning Lund
Henning Sebastian Lund, född 6 januari 1889 i Högsjö församling, Västernorrlands län, död 20 januari 1962 i Karlskrona stadsförsamling, Blekinge län, var en svensk elektroingenjör. 
Efter studentexamen i Härnösand 1907 utexaminerades Lund från Kungliga Tekniska högskolan 1911. Han var konstruktör och senare föreståndare för elektriska och mekaniska provrummen vid Luth & Roséns Elektriska AB i Stockholm 1912–1917, driftsingenjör vid Helsingborgs stads elverk 1917–1919, konsulterande ingenjör vid Elektriska prövningsanstalten i Stockholm 1919–1922, chef för Karlskrona stads elverk och spårvägar 1922–1934, Karlskrona stads hissinspektör från 1928 och konsulterande ingenjör från 1934.